# Tavares de Minas
Tavares de Minas é um distrito do município brasileiro de Pará de Minas, no estado de Minas Gerais. Segundo o censo demográfico de 2022, realizado pelo Instituto Brasileiro de Geografia e Estatística (IBGE), sua população era de 1 506 habitantes e havia 541 domicílios particulares permanentes ocupados. Possui área de 34,78 km² conforme a Fundação João Pinheiro (FJP). Foi criado pela lei nº 4.416 de 16 de setembro de 2004.
De acordo com o IBGE, em 2010 a população era de 1 534 habitantes e havia 575 domicílios particulares.